# 砖块王
《砖块王》（又称弹砖块或PC打砖块），是1996年由美国IBM员工米歇尔·P·威尔克研发出来的第一款PC的打砖块游戏，该游戏属于免费游戏。在本游戏出版升级版之前，最早被鲜为人知的打砖块游戏是由Amiga公司所研发的“太空迴力球”此打砖块系列。这款游戏是结合了美国雅达利公司开发及发布的街机游戏Breakout和日本TAITO公司开发及发布的快打砖块这些传统的打砖块系列游戏而制作。此游戏也成为了在20世纪90年代末期的Windows系统期间，出现了巨大的非主流游戏集体。

## 介绍
这款游戏是使用屏幕底部的挡板，挡住屏幕移动的弹球撞击屏幕顶部不同颜色的砖块，当所有砖块都碎掉的情况就可以到下一关。这款游戏总共50关。虽然该游戏的界面虽然比较简陋，但是也包含了很多以前打砖块游戏里面没有的内容。例如关卡编辑器。与打砖块游戏有不同的是，这款游戏都有包含除了附加球这个道具之外的其他游戏道具。当球撞到砖块时，将会有一定几率会掉落附加球此道具，而且该道具是向屏幕竖直向下方向移动。这款道具必须要挡板才能接。而那些游戏道具有些是呈积极性，有些是呈消极性的。该游戏总共有18个道具，其中有4种是呈积极性，另外4种是呈消极性，剩下的10种呈中立性。

## 系列作品
《砖块王》这款游戏已经出了两款系列后续之作：一个是在1998年由Longbow Digital Arts公司制作的《砖块王2》；另一个是2004年由米歇尔·P·威尔克制作的《超级砖块王》游戏。当砖块王2发布不久，在2001年发布的《超级弹力球》游戏是后续的成功制作。而后者仅仅是砖块王游戏系列的精神上的支持，此游戏已经是Longbow Digital Arts游戏公司发展的其中一个分支。与《砖块王》游戏不同的是，该系列的游戏都不是一款免费的游戏。